# قلعه سوبها سینگ
قلعه سوبها سینگ (به انگلیسی: Qila Sobha Singh) یک منطقهٔ مسکونی در پاکستان است که در ناحیه نارووال واقع شده‌است. قلعه سوبها سینگ ۱۳٬۱۷۷ نفر جمعیت دارد و ۲۴۰ متر بالاتر از سطح دریا واقع شده‌است.